# Zarodziec owalny
Zarodziec owalny (Plasmodium ovale) – gatunek protista zaliczany do apikompleksów, jeden z kilku pasożytów wewnątrzkomórkowych, które wywołują malarię u ludzi.

## Morfologia
W retikulocytach gatunek ten przybiera pierścieniowatą formę, które zajmują 3/4 objętości komórki (która przyjmuje owalny lub nieregularny kształt).

## Ekologia
Występuje w klimacie równikowym (tropikalnym), głównie w rejonach, w których temperatura w ciągu doby nie spada poniżej 16 °C. Jest jednak gatunkiem stosunkowo rzadkim.
Zasięg występowania tego gatunku jest ściśle skorelowany z występowaniem jego wektorów, tj. niektórych komarów widliszków (Anopheles): widliszek plamistoskrzydły (A. maculipennis), A. quadrimaculatus, A. gambiae oraz innych lokalnych gatunków.

## Chorobotwórczość
Zarodziec owalny wywołuje odmianę malarii nazywany malarią trzydniową (trzeciaczką) o okresie inkubacji wynoszącym 10–17 dni oraz napadach o średniej intensywności i nietypowych objawach, występujących co 48 godzin przez 2–3 tygodnie. Czasami po 6–10 napadach dochodzi do samoistnego wyleczenia. Niekiedy zakażenie może także przebiegać bezobjawowo.

## Cykl życiowy

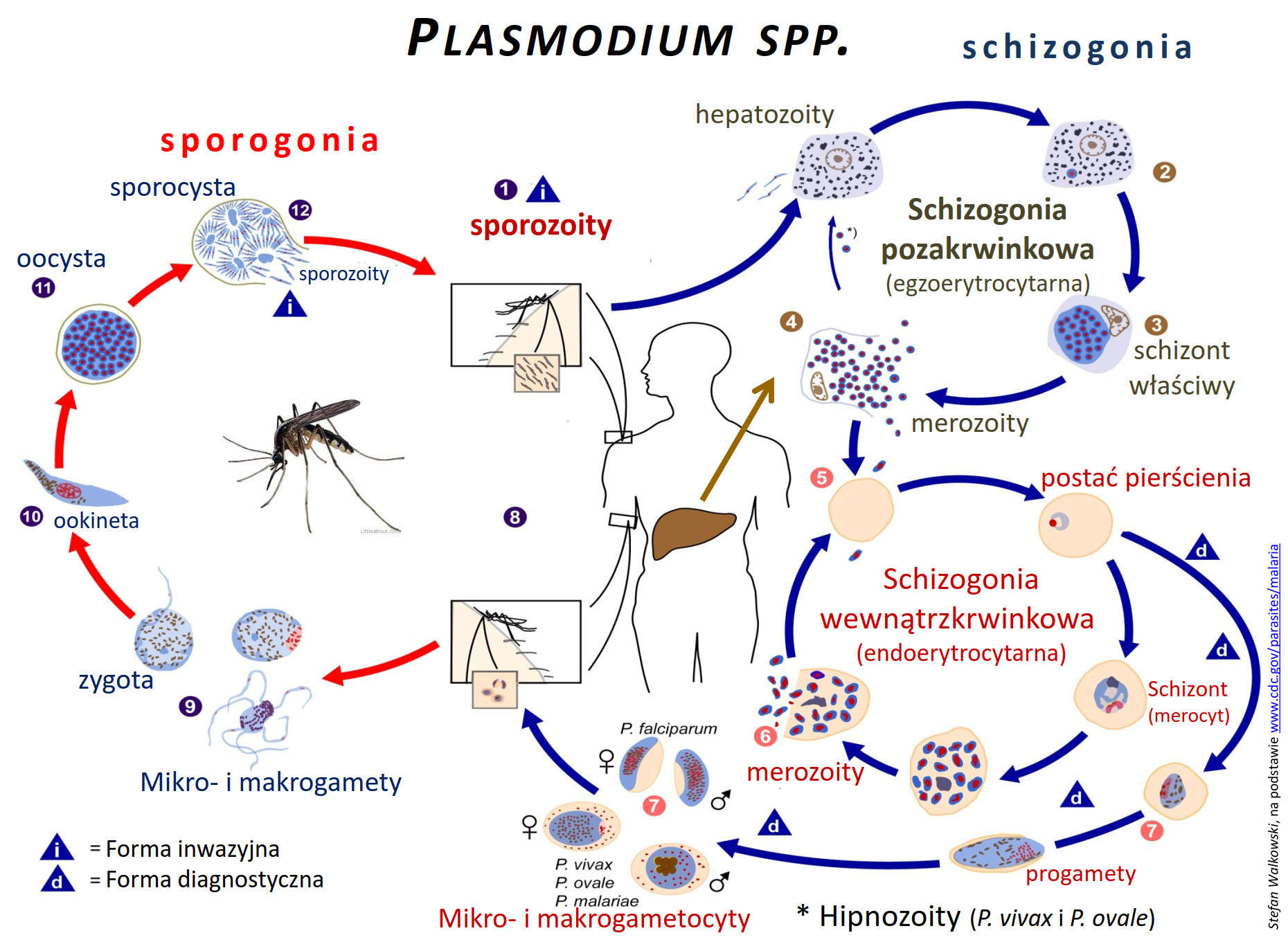
Cykl życiowy zarodźców (Plasmodium spp.)

Pokolenie bezpłciowe rozmnaża się w organizmie człowieka na drodze schizogonii, natomiast pokolenie płciowe rozmnaża się w organizmie samicy komara na drodze sporogonii.
Samica komara wraz z ukłuciem wprowadza do krwi człowieka sporozoity, które następnie wnikają do wątroby (trwa to 30–60 minut). Sporozoity rozwijają się dalej (schizogonia pozakrwinkowa), przyjmują formę okrągłą lub owalną, a ostatecznie przekształcają się w pierścieniowy schizont.
Schizonty dojrzewają, po czym dzielą się wielokrotnie na merozoity, których część pełni funkcję rezerwuaru (hipnozoity), zaś większość infekuje hepatocyty oraz erytrocyty. W tych ostatnich zachodzi schizogonia krwinkowa, podczas której forma pierścieniowa przekształca się w trofozoit i schizont (zajmują one wówczas nawet objętości 2/3 krwinki). W pełni dojrzałe schizonty (merocyty) dzielą się (merulacja) i rozpadają na 8–12 merozoitów, które zarażają dalej kolejne erytrocyty.
Po 4–18 dniach z części merozoitów powstają makrogametocyty i mikrogametocyty, które dostają się do jelita komara, gdy zainfekowany człowiek zostanie ponownie ugryziony. Mikrogametocyt przekształca się w 4–6 ruchliwych mikrogamet, natomiast makrogametocyt w jedną nieruchliwa makrogametę (sporogonia). Obie gamety łącza się tworząc ruchliwą, uwicioną zygotę (ookinetę). Ta następnie wnika pod nabłonek jelita komara i przekształca się w oocystę, która z kolei przekształca się w sporocystę, po której pęknięciu uwalniane są sporozoity, przedostające się do gruczołów ślinowych komara.

## Leczenie
Lekiem z wyboru w leczeniu malarii wywołanej przez zarodźca owalnego jest chlorochina. Na obszarach gdzie spotykane są szczepy oporne na chlorochinę, lekiem pierwszego rzutu jest artesunat albo meflochina.